# Enchytraeus rupus
Enchytraeus rupus är en ringmaskart som beskrevs av Coates 1980. Enchytraeus rupus ingår i släktet Enchytraeus och familjen småringmaskar. Inga underarter finns listade i Catalogue of Life.